# Araneus uniformis
Araneus uniformis là một loài nhện trong họ Araneidae.
Loài này thuộc chi Araneus. Araneus uniformis được Eugen von Keyserling miêu tả năm 1879.